# Schloss Schwarzach

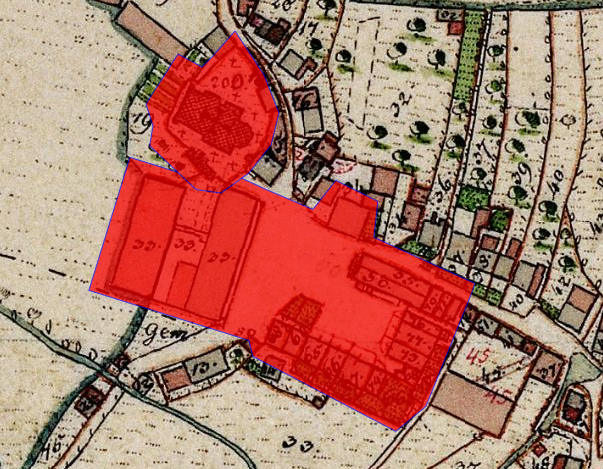
Lageplan von Schloss Schwarzach auf dem Urkataster von Bayern

Das Schloss Schwarzach (ehemals auch Oberschwarzach) ist ein ehemaliges Pflegschloss und heutiges Bauensemble des Marktes Schwarzach im Landkreis Straubing-Bogen von Niederbayern. Die Anlage wird als Bodendenkmal unter der Aktennummer D-2-7042-0111 im Bayernatlas als „untertägige mittelalterliche und frühneuzeitliche Befunde im Bereich von Schloss Schwarzach samt Brauereigebäuden, darunter Spuren von Vorgängerbauten und der ehem. Schlosskapelle“ geführt. Ebenso ist sie unter der Aktennummer D-2-78-187-6 als Baudenkmal von Schwarzach verzeichnet.

## Geschichte
Ab dem Jahr 1150 werden Ministerialen aus Schwarzach in verschiedenen klösterlichen Notizen als Zeugen genannt. Nordöstlich von Schwarzach hatten die Herren von Degenberg ihre Stammburg, die 1468 im Böcklerkrieg niedergebrannte Burg Degenberg. Nach 1473 erbaute Hans von Degenberg in Schwarzach das neue Schloss Oberschwarzach. Die klosterartige Anlage umschloss einen großen rechteckigen Raum, den heutigen Marktplatz. Hans VII. von Degenberg († 1559) erhielt 1548 für sich und seine Nachkommen das Privileg, nördlich der Donau Weißbier zu brauen. Im übrigen Bayern war das Brauen von Weißbier verboten. Dieses Recht übte Hans in Oberschwarzach aus. Als die zu Freiherren erhobenen Herren von Degenberg 1602 ausstarben, residierte auf dem Schloss bis ins 19. Jahrhundert ein kurfürstlicher Pfleger. Das ehemalige kurfürstliche Brauhaus, von dem noch Baureste vorhanden sind, entstand 1687. Es besaß weiterhin das Monopol, Weißbier für den gesamten Bayerischen Wald brauen zu dürfen.

## Beschreibung
Das Areal des Pflegschlosses lag unmittelbar südlich der Pfarrkirche St. Martin in Schwarzach. Ein Teil, die kurfürstliche Weißbierbrauerei, bestand aus zwei parallel liegenden Gebäuden von 55 m Länge und 23 m Breite; der westliche Trakt ist um die Hälfte der ehemaligen Länge gekürzt worden, der östliche Teil ist ein Walmdachbau mit einem Erker und einer Hofdurchfahrt, er ist ein dreigeschossiger langgestreckter Traufseitbau. Östlich davon lag das eigentliche Pflegschloss. Dieses Gebäude war dreigeschossig mit einem hohen Steilsatteldach, der Südflügel des Schlosses besaß um 1600 Obergeschoss-Arkaden. In dem Schlossareal bestanden weitere Amts- und Wirtschaftsgebäude. Die Teile des ehemaligen Schlosses wurden nach der Aufhebung des Pflegamtes zu Beginn des 19. Jahrhunderts aufgeteilt und zu einzelnen Wohnhäusern umgebaut. Die offenen Loggien wurden teilweise zugesetzt; im Südflügel des Schlosses besteht noch eine offene Loggia über Renaissance-Säulen.

## Bilder

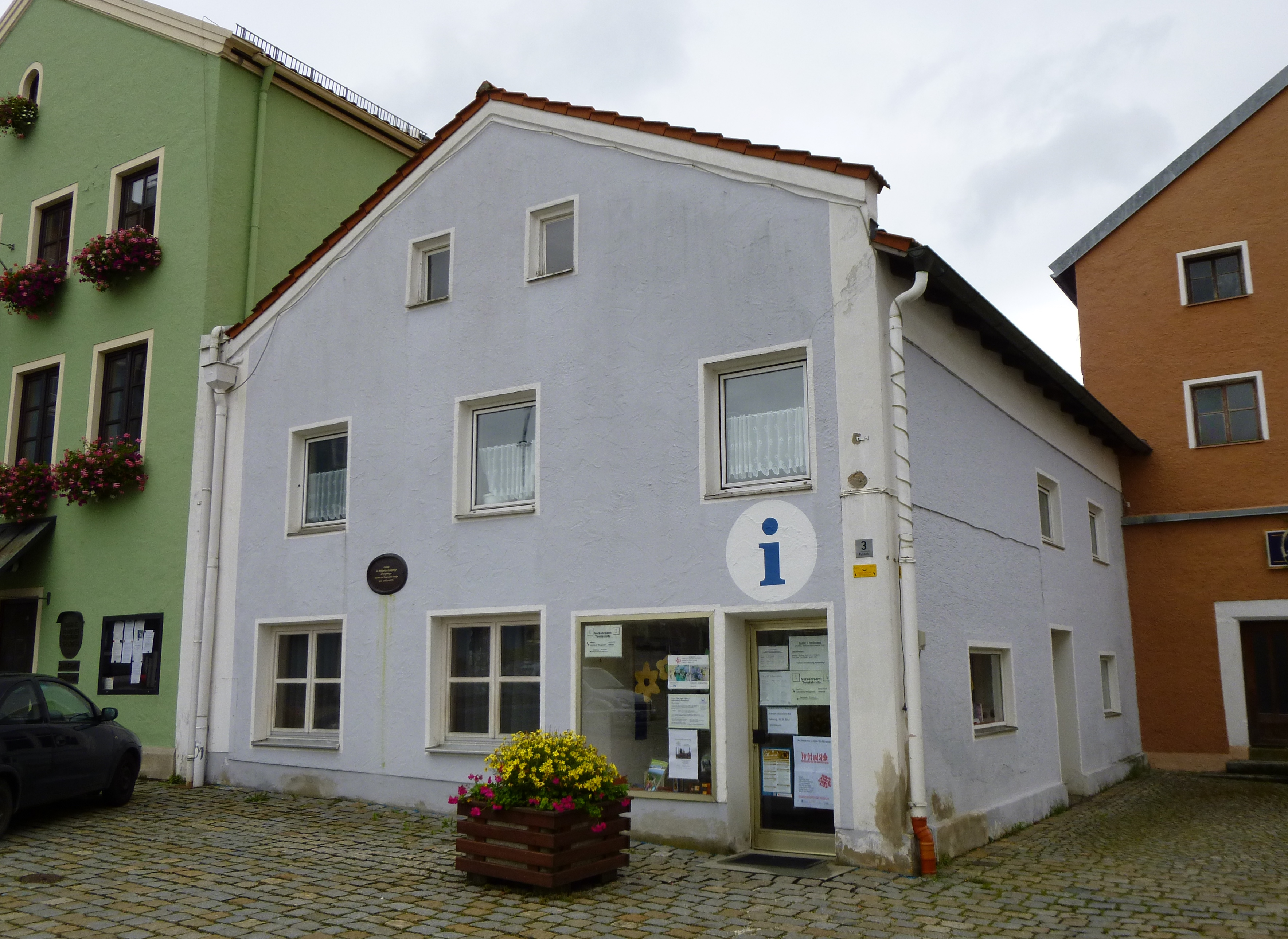
Teil des ehemaligen Schlosses am Marktplatz 3
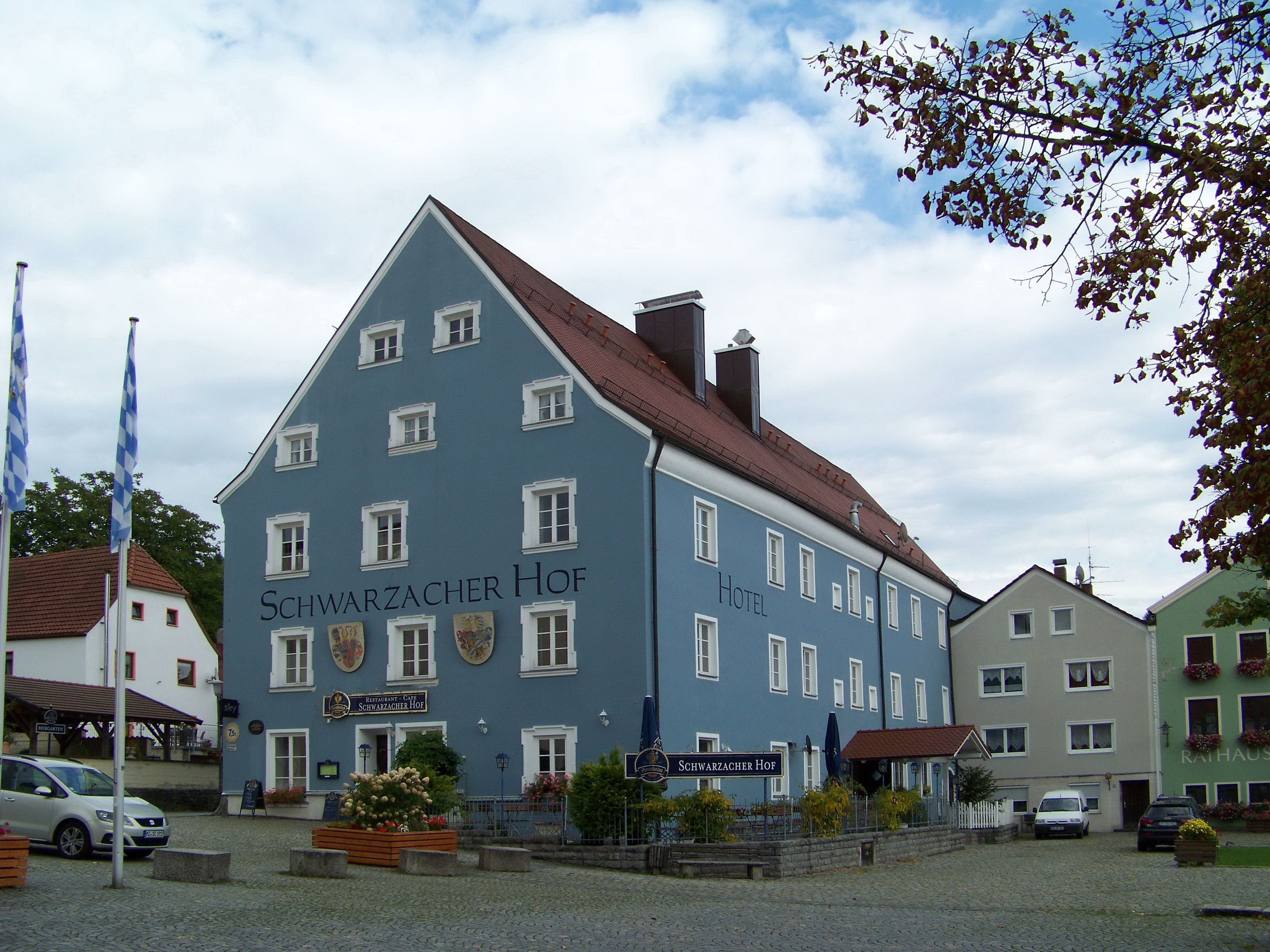
Ehemaliges Pflegerhaus am Marktplatz 4
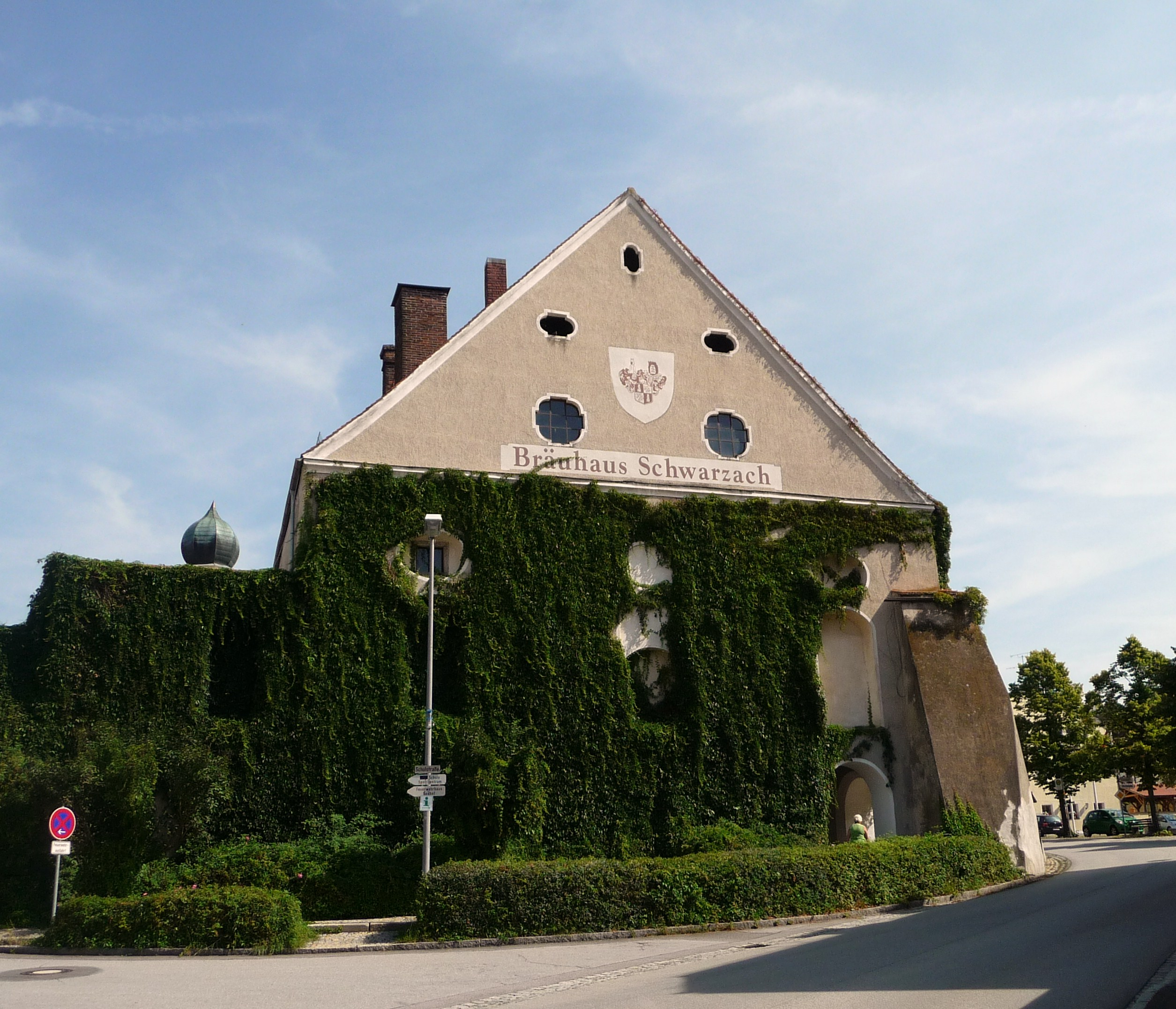
Bräuhaus Schwarzach
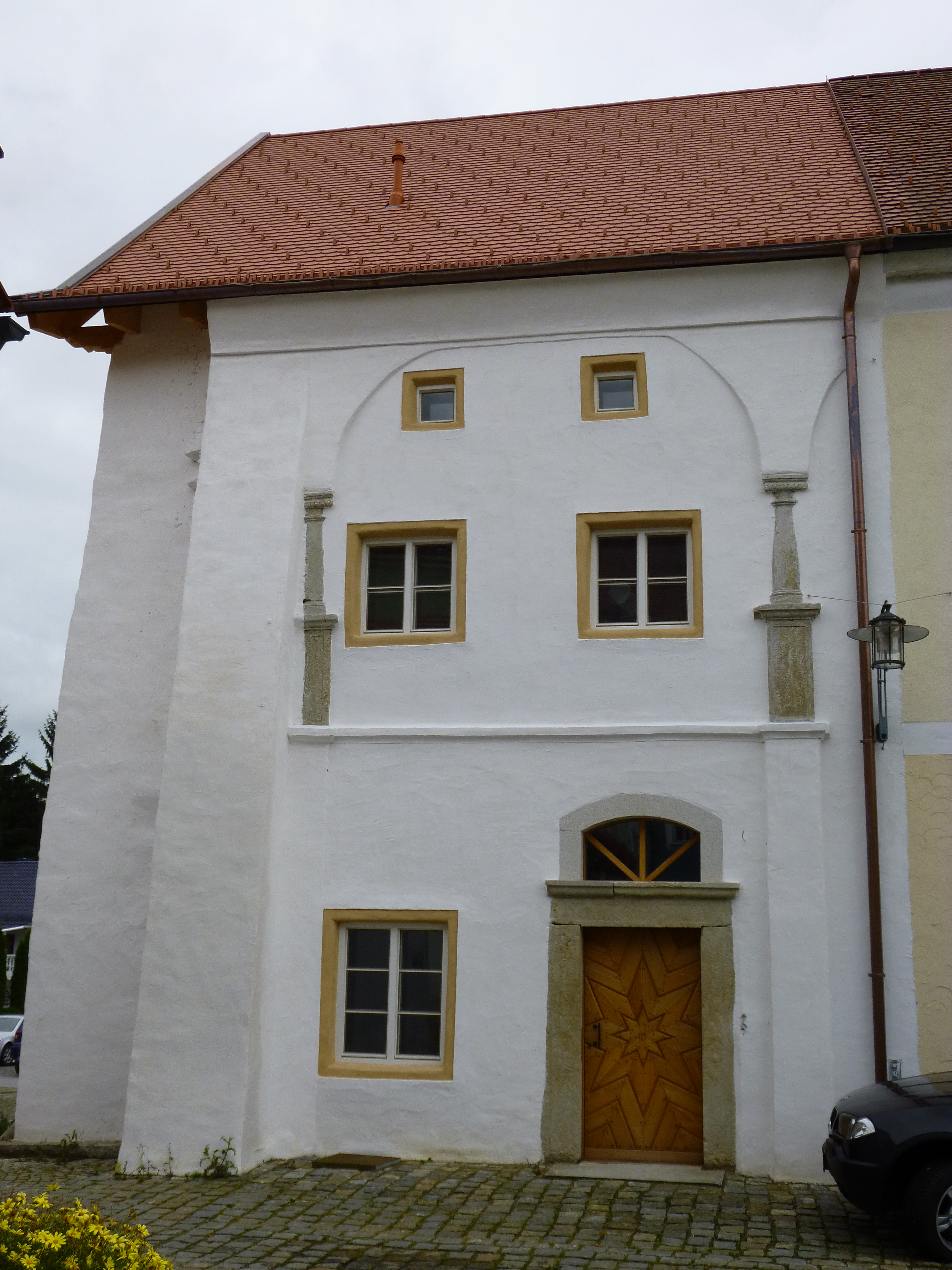
Teil des ehemaligen Schlosses am Marktplatz 7
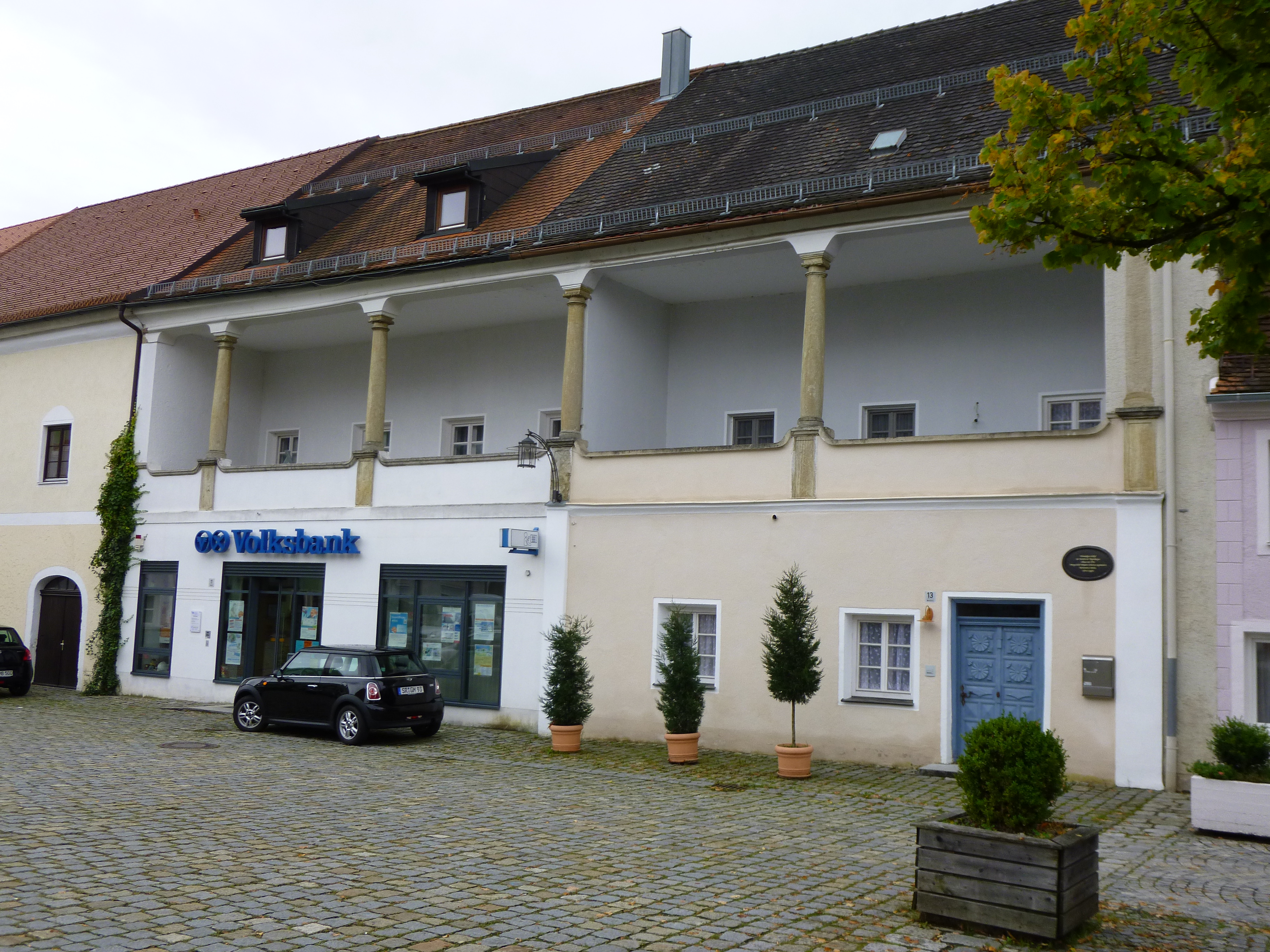
Teil des ehemaligen Schlosses (Südflügel) am Marktplatz 11 und 13